# 헤르베르트 바이어
하버트 바이어(Herbert Bayer, 1900년 4월 5일 ~ 1985년 9월 30일)는 오스트리아, 미국의 그래픽 디자이너, 화가, 사진가, 조각가, 감독, 환경인테리어 디자이너, 건축가이다.
Haag am Hausruck에서 태어났다. 처음에는 린츠와 달므시타트에서 건축을 배웠다. 후에 데사우 시대의 바우하우스에서 수학, 칸딘스키의 지도를 받았다. 졸업 후 1925년부터 1928년까지 그는 바우하우스의 인쇄에 관한 전문 코스의 공방에서 후진을 지도하였다. 이 공방에서 광고에 관한 교과를 처음으로 설치한 것은 그였다.
광고·인쇄에 대해서 그는 합리적·기능적인 수많은 신감각을 제시·제창하였는데, 가령 대문자의 철폐나 원과 직선의 단순한 요소에 의한 '유니버설 타입'의 디자인을 고안한 것은 특히 유명하다.
그는 쉬르레알리슴에 가까운 그림을 그린 화가였기 때문에 그 합리적·기능적인 제작은 단순한 형식주의에 빠지지 않고 예술성을 풍부하게 지닐 수 있었다. 1928년부터는 파리와 베를린에서, 또 1938년 이후에는 미국에서 그래픽 디자인의 여러 분야에서 활약하였다.